# George Nichopoulos
George Constantine Nichopoulos, Dr Nick (ur. 29 października 1927, zm. 24 lutego 2016) – Amerykanin greckiego pochodzenia, osobisty lekarz Elvisa Presleya.

## Życiorys
Urodził się w Pittsburghu w Pensylwanii. Po kilku latach rodzina przeniosła się do Anniston w stanie Alabama, gdzie jego ojciec, grecki imigrant, otworzył restaurację pod nazwą „Gus Sanitary Cafe”. Studiował w University of the South, Birmingham-Southern College i University of Alabama w Tuscaloosa, ostatecznie w 1959 zdobył doktorat z medycyny na Uniwersytecie Vanderbilt.
W 1967 zaczął sporadycznie leczyć Elvisa Presleya, a w 1970 został jego osobistym lekarzem i pozostawał nim do jego śmierci 16 sierpnia 1977. Dowiedziawszy się o zasłabnięciu pacjenta, udał się do jego rezydencji Graceland i pojechał za karetką do szpitala Baptist Memorial, gdzie artysta zmarł, mimo prób reanimacji. Gdy ta wiadomość obiegła szpital, Nichopoulos zabrał osobiste rzeczy Presleya i udał się do Graceland poinformować o wszystkim jego rodzinę. Dwa lata po śmierci Presleya odżyły spekulacje na temat jej przyczyn, a pod naciskiem opinii publicznej i mediów wszczęto śledztwo, które miało wykazać prawdziwą przyczynę śmierci piosenkarza i ewentualną winę jego osobistego lekarza. Nichopoulosowi zarzucano, że przepisywał artyście ogromne ilości różnych środków pobudzających i uspokajających. Podczas przesłuchania zeznał, że w ciągu ostatnich kilku miesięcy życia Presleya przepisał mu około 6,5 tys. różnych pigułek, w tym 700 dzień przed śmiercią, poza tym przyznał, że nie kontrolował wielkości ich spożycia. Bronił się, twierdząc, że chciał zmniejszyć uzależnienie Presleya, podawając mu bezskutecznie placebo, twierdził ponadto, że wielkie ilości zamawianych leków zapisywał nie tylko artyście, ale także jego współpracownikom. Rok później wystąpiło przeciwko niemu 16 pacjentów, w tym jego córka Chrissy i piosenkarz Jerry Lee Lewis. Sąd uznał jednak, że próbował działać w najlepszym interesie swoich pacjentów i oczyścił go ze wszystkich zarzutów. W tym samym roku komisja nadzoru medycznego uznała, że jego działania nie były sprzeczne z etyką, ale ponosi za nie odpowiedzialność, dlatego stracił licencję na trzy miesiące i został poddany trzyletniej próbie.
W 1979 podczas meczu futbolowego na stadionie Liberty Bowl Memorial w Memphis stał się celem zamachu, jednak ostatecznie uniknął postrzału. Żaden podejrzany nigdy nie został zatrzymany, a Nichopolous w 1993 w wywiadzie udzielonym holenderskiemu radiowcowi, stwierdził, że zamachowcem musiał być rozgniewany fan Presleya.
W 1985 rozpoczął własną praktykę pod nazwą We Care, Inc. W 1995 permanentnie stracił licencję lekarza, gdy ujawniono, że wielu pacjentom przepisywał nadmierne ilości leków. On sam bronił się przed oskarżeniami, twierdząc, że robił to tylko dla pacjentów, którzy cierpieli na chroniczny ból. Po wielu apelacjach przyznał się w końcu do zarzucanych czynów i dodał, że „za bardzo się troszczył”. Podczas sądowego procesu wielu jego przyjaciół wspierało go, zbierając pieniądze, by pokryć koszty sądowe. Po utracie licencji doktorskiej pracował przez krótki czas jako menedżer Jerry’ego Lee Lewisa. Później rozpatrywał żądania ubezpieczeń pracowników FedEx. Wkrótce jednak popadł w problemy finansowe, a by zdobyć pieniądze, wystawił na aukcjach pamiątki po Presleyu.